# Ramoloss et ses évolutions
Ramoloss (ヤドン, Yadon, dans les versions originales en japonais) et ses deux évolutions, Flagadoss (ヤドラン, Yadoran) et Roigada (ヤドキング, Yadoking), sont trois espèces de Pokémon
Issus de la célèbre franchise de médias créée par Satoshi Tajiri, ils apparaissent dans une collection de jeux vidéo et de cartes, dans une série d'animation, plusieurs films, et d'autres produits dérivés, ils sont imaginés par l'équipe de Game Freak et dessinés par Ken Sugimori. Alors que Ramoloss et Flagadoss font leur première apparition au Japon en 1996, dans les jeux vidéo Pokémon Vert et Pokémon Rouge et appartiennent donc à la première génération de Pokémon, Roigada n'a été créé qu'avec la deuxième comme l'évolution alternative à Flagadoss. Ils sont tous les trois du double type eau et psy et occupent respectivement les 79e, 80e et 199e emplacements du Pokédex, l'encyclopédie fictive recensant les différentes espèces de Pokémon.
Depuis la sixième génération, Flagadoss peut méga-évoluer en Méga-Flagadoss. Depuis la huitième génération, les trois possèdent chacun une nouvelle forme, appelée respectivement Ramoloss de Galar, Flagadoss de Galar et Roigada de Galar.

## Création

Airbus A321neo de la China Airlines avec une livrée Pokémon (dont un Ramoloss à droite), en 2022.

La franchise Pokémon, développée par Game Freak pour Nintendo et introduite au Japon en 1996, tourne autour du concept de capture et d'entraînement de 150 espèces de créatures appelées Pokémon, afin de les utiliser pour combattre des Pokémon sauvages et ceux d'autres dresseurs Pokémon, qu'il s'agisse de personnages non-joueurs ou d'autres joueurs humains. La puissance des Pokémon au combat est déterminée par leurs statistiques d'attaque, de défense et de vitesse et ils peuvent apprendre de nouvelles capacités en accumulant des points d'expérience ou si leur dresseur leur donne certains objets.

### Conception graphique
La conception de Ramoloss est le fait, comme pour la plupart des Pokémon, de l'équipe chargée du développement des personnages au sein du studio Game Freak. Contrairement à sa pré-évolution, Flagadoss est d'abord apparu dans Capsule Monsters, une franchise développée avant Pokémon par Satoshi Tajiri,. Leur apparence est finalisée par Ken Sugimori pour la première génération des jeux Pokémon, Pokémon Rouge et Pokémon Vert, sortis à l'extérieur du Japon sous les titres de Pokémon Rouge et Pokémon Bleu,. Roigada appartient à la seconde génération de Pokémon et apparait pour la première fois dans les versions or et argent.

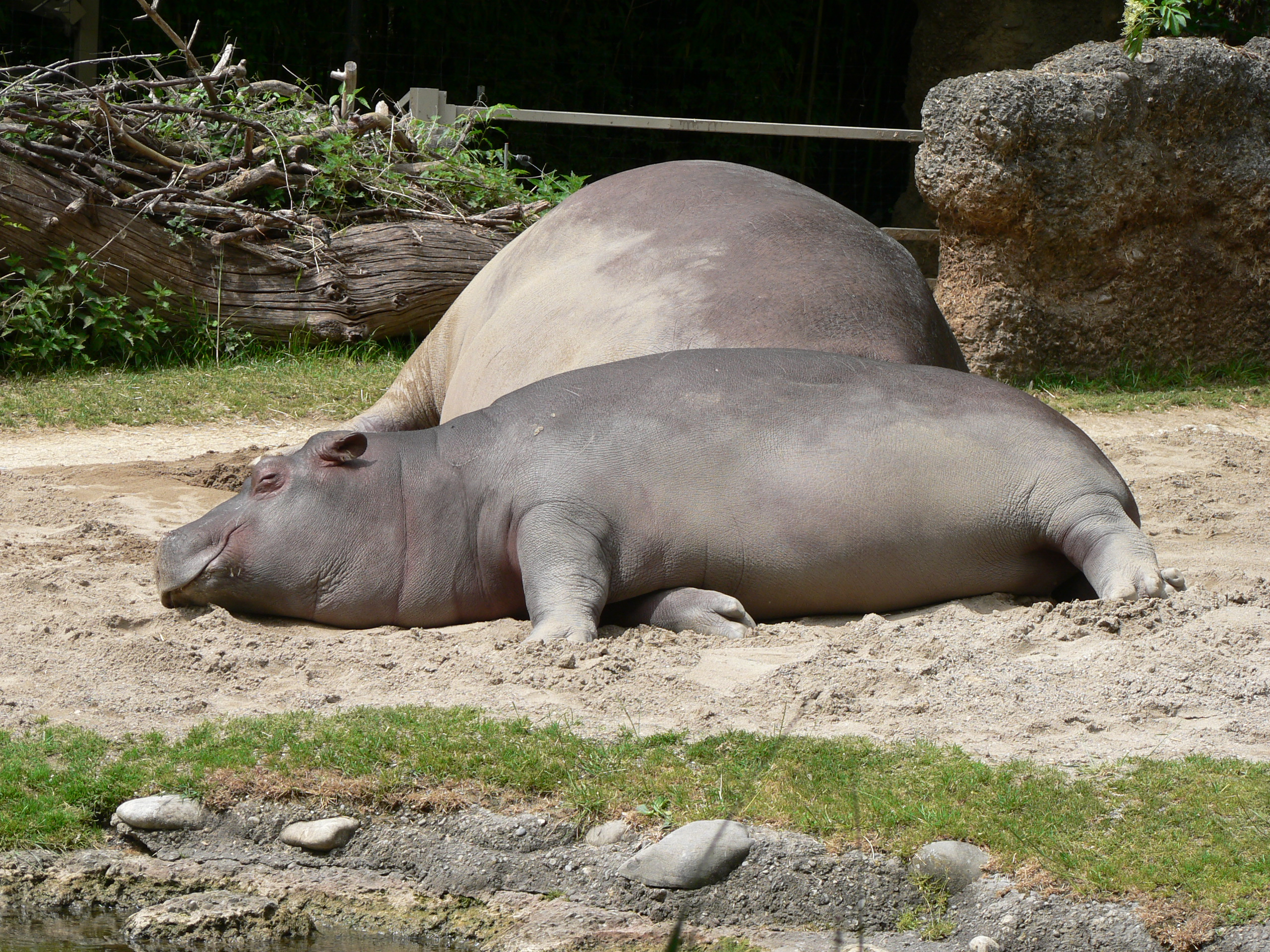
Un hippopotame nain qui a pu inspirer les dessinateurs.

Nintendo et Game Freak n'ont pas évoqué les sources d'inspiration de ces Pokémon. Selon les fans, l'apparence de Ramoloss, de Flagadoss et de Roigada semble basée sur l'hippopotame. Plus précisément de l'hippopotame nain pour Flagadoss et Roigada. Leur coquillage, soit sur la queue, soit sur la tête, ressemble à celui d'un bernard l'hermite. Roigada semble aussi basé sur le roi.

### Étymologie
Ramoloss, Flagadoss et Roigada sont initialement nommés Yadon (ヤドン), Yadoran (ヤドラン) et Yadoking (ヤドキング, Yadokingu) en japonais. Ces noms sont ensuite adaptés dans trois langues lors de la parution des jeux en Occident : anglais, français et allemand ; le nom anglais est utilisé dans les autres traductions du jeu.
Nintendo choisit de donner aux espèces Pokémon des noms « astucieux et descriptifs », liés à l'apparence ou aux pouvoirs des créatures, lors de la traduction du jeu ; il s'agit d'un moyen de rendre les personnages plus compréhensibles pour les enfants, notamment américains. Yadon est renommé « Slowpoke » en anglais, « Flegmon » en allemand et « Ramoloss » en français ; Yadoran devient « Slowbro » en anglais, « Lahmus » en allemand et « Flagadoss » en français et Yadoking s'appelle « Slowking » en anglais, « Laschoking » en allemand et « Roigada » en français. Selon IGN, « slowpoke » est un terme qui existe en anglais, et qui peut être traduit en français par « lambin » et qui désigne péjorativement quelqu'un de lent. Tandis que ses évolutions pourrait être des mots-valises composés de « slow » (lent) et de « bro », la contraction de « brother » (frère) du fait qu'il ait un Kokiyas sur la queue, et de « king » (roi). Selon Pokébip, les noms sont des mots-valises composés pour les deux de la première génération de « molosse » en suffixe et, respectivement, de « ramolli » et « flagada », et le dernier est composé des mots « roi » et « flagada ».
Avant de s'appeler Slowpoke, Nintendo avait voulu appeler le Pokémon Slowmo.

## Description
Contrairement aux autres évolutions, où lorsqu'il y a trois espèces, elles sont l'évolution les unes des autres, Ramoloss évolue soit en Flagadoss, soit en Roigada. Dans les jeux vidéo, ces évolutions surviennent respectivement en atteignant le niveau 37, et en échangeant le Pokémon lorsque celui-ci tient une roche royale. Dans la série animée, Ramoloss évolue en Flagadoss lorsqu'un Kokiyas lui mord la queue, et en Roigada lorsqu'un Kokiyas lui mord la tête quand Ramoloss tient la roche royale.
Excepté le Roigada du film Le pouvoir est en toi, comme pratiquement tous les Pokémon, Ramoloss, Flagadoss et Roigada ne peuvent pas parler : lors de leurs apparitions dans les jeux vidéo tout comme dans la série d'animation, ils sont seulement capables de communiquer verbalement en répétant les syllabes de leur nom d'espèce en utilisant différents accents, différentes tonalités, et en rajoutant du langage corporel.

### Ramoloss
Les Ramoloss sont des Pokémon quadrupèdes de couleur rose. Ils sont décrits dans les jeux vidéo Pokémon versions or, argent et cristal comme « le-Pokémon-qui-fait-pleuvoir-en-bâillant ». Dans ces mêmes jeux, la Team Rocket coupe leurs queues pour les revendre. Il est considéré comme un Pokémon lent qui ne ressent la douleur qu'après quelques instants (mais pas dans les jeux).
Le Pokédex, encyclopédie fictive Pokémon, les décrit comme « tellement lents et endormis qu'il leur faut cinq secondes pour ressentir la douleur, voire une journée quand on leur mord la queue ». Si un Kokiyas mord leur queue, ils évoluent en Flagadoss, mais ils redeviennent Ramoloss s'il se détache. Si le Kokiyas mord leur tête, les Ramoloss deviennent Roigada, des toxines leur confèrent alors des pouvoirs incroyables en attaque spéciale ; ils deviennent aussi incroyablement intelligents.

### Flagadoss
Les Flagadoss sont des Pokémon bipèdes de couleur rose, au ventre couleur crème avec des stries espacées. Ils ont un Kokiyas accroché à leur queue. 
Le Pokédex de la version jaune les décrit comme « aimant se prélasser au soleil » ; il indique également que « si le Kokiyas accroché à leur queue s'en va, il redeviennent un Ramoloss ». Le Pokédex de la version or, quant à lui, le dit « d'une nature assez léthargique, ne ressentant plus la douleur à cause du poison injecté par Kokiyas ». Enfin, le Pokédex des versions diamant, perle et platine nous apprend que « ces grands benêts connaissent des éclairs de lucidité lorsque le Kokiyas de leur queue se met à mordre ».

### Roigada
Les Roigada sont des Pokémon bipèdes de couleur rose, au ventre couleur crème avec des stries espacées. Ils arborent une couronne à cornes ornée d'un rubis, probablement issue d'une « fusion » entre un Kokiyas et une roche royale. Ils portent également une collerette rouge et blanche.
D'après les Pokédex des versions diamant, perle et platine, les Roigada sont, contrairement aux Ramoloss et aux Flagadoss, des « génies dont l'intelligence rivalise avec celle d'un prix Nobel ». Cette évolution est rendue possible grâce aux toxines injectées par Kokiyas lorsqu'il mord la tête des Roigada. Le Pokédex de la version cristal précise qu'« à chaque bâillement, le Kokiyas lui injecte une dose de poison, ceci le rendant plus intelligent ».

## Apparitions

### Jeux vidéo
Ramoloss, Flagadoss et Roigada apparaissent dans la série de jeux vidéo Pokémon. D'abord en japonais, puis traduits en plusieurs autres langues, ces jeux ont été vendus à plus de 200 millions d'exemplaires à travers le monde. Ramoloss et Flagadoss font leur première apparition le 27 février 1996, dans les jeux japonais Pocket Monsters Aka (ポケットモンスター 赤, Poketto Monsutā Aka, Pocket Monsters Rouge) et Pocket Monsters Midori (ポケットモンスター 緑, Poketto Monsutā Midori, Pocket Monsters Vert) (remplacé dans les autres pays par la version Bleue). Depuis la première édition de ces jeux, Ramoloss et Flagadoss sont réapparus dans les versions jaune, or, argent, cristal, vert feuille, perle et platine. Roigada fait sa première apparition le 21 novembre 1999, dans les jeux japonais Pocket Monsters Kin (ポケットモンスター 金, Poketto Monsutā Kin, Pocket Monsters Or) et Pocket Monsters Gin (ポケットモンスター 銀, Poketto Monsutā Gin, Pocket Monsters Argent). Mis à part dans la première génération, où il n'avait pas encore été créé, il apparaît dans les mêmes versions que ses évolutions.
Il est possible d'avoir un œuf de Ramoloss en faisant se reproduire deux Pokémon dont au moins un Ramoloss, un Flagadoss ou un Roigada femelle. Cet œuf éclot après 5 120 pas, et un Ramoloss de niveau 5 en sort. Ramoloss, Flagadoss et Roigada appartiennent aux groupes d'œufs eau 1 et monstre et ont pour capacités spéciales « Benêt », « Tempo perso » et « Régé-Force ».
Ramoloss et Flagadoss apparaissent également dans Pokémon Snap.

### Série télévisée et films
La série télévisée Pokémon ainsi que les films sont des aventures séparées de la plupart des autres versions de Pokémon et mettent en scène Sacha en tant que personnage principal. Sacha et ses compagnons voyagent à travers le monde Pokémon en combattant d'autres dresseurs Pokémon. Les trois Pokémon apparaissent ensemble dans l'épisode Le Couronnement d'un roi. Dans une rivière asséchée, le groupe de Sacha observe des sortes de hiéroglyphe sur les parois. La légende raconte qu'un Roigada doit montrer la voix aux Ramoloss et aux Flagadoss. C'est le Ramoloss de la chercheuse, appelé Arthur, qui parvient à atteindre la roche royale et qui évolue en Roigada.
Un Roigada parlant est au cœur du second film Pokémon. Il aide Sacha a vaincre le fanatique des Pokémon légendaires et à « dompter » les trois oiseaux légendaires.

## Réception
À cause de sa lenteur, Ramoloss est devenu un mème Internet. Il s'agit là de moqueries d'internautes en retard par rapport à l'actualité. Par exemple, une internaute qui raconte qu'elle a vu, en mai 2010, Nicolas Sarkozy insultant au salon de l'agriculture, alors que les faits ont eu lieu en 2008.
En août 2014, la chaîne officielle Pokémon met en ligne une chanson reggae mettant à l'honneur Ramoloss.